# Nova Esperança
Nova Esperança là một đô thị thuộc bang Paraná, Brasil. Đô thị này có diện tích 401,587 km², dân số năm 2007 là 26532 người, mật độ 66,9 người/km².